# Marcomir
Marcomir (o Marcom) fue rey de los francos ampsivares y de los catos durante fines del siglo IV.
Con su hermano Sunnon hizo numerosas incursiones en la provincia romana de Germania en los años 380-390. En 388, intercambió rehenes como un gesto de paz con el general romano Arbogasto. En 392, defendió su territorio contra el mismo general. En el 400, fue exiliado en Etruria por el General Estilicón.